# Dagblad van Zuid-Holland en 's Gravenhage
Het Dagblad van Zuid-Holland en 's Gravenhage was een (onder verschillende namen) tussen 1708 en 1922 verschijnende krant die in Den Haag werd uitgegeven.
Op 14 juni 1708 begint de door het stadsbestuur als courantier erkende Adriaan Pauw met het uitgeven van de 's-Gravenhaagsche Courant. Pauw verliet de redactie in 1733 en werd opgevolgd door Jacobus de Jongh. Deze raakte in 1739 echter in financiële problemen en droeg de redactie over aan Anthoni de Groot. Die lanceerde in 1744 een zusterblad, de Franstalige Gazette de la Haye.
De krant stelde zich (net als andere lokale kranten in de republiek) aanvankelijk apolitiek op en fungeerde als algemeen nieuwsblad. Van 1787 tot zijn vlucht naar Engeland als gevolg van de Bataafse Revolutie in 1795 stond de krant achter stadhouder Willem V, en gaf zelfs een supplement uit onder de voor een republikeins land veelzeggende titel "Hofcourant".
De laatste uitgever was de firma P.E. van Staden en Zoon. De krant verscheen eerst drie keer per week, en vanaf 1856 iedere dag. De krant was een voortzetting van het Dagblad van 's Gravenhage. Vaste rubriek in de krant waren de notulen van de Haagse gemeenteraad. De krant was in handen van conservatieve politici.
Hoofdredacteur was de bekende journalist Izaak Jacob Lion. De krant had meerdere bekende journalisten in dienst, onder wie Jan Eduard van Someren Brand, Pieter Anne Haaxman, Adriaan Pit en Victor de Stuers.

## Bron
1. ↑  entry in het KB krantenoverzicht[dode link]
2. ↑  Onder meer door C. Fasseur